# Nicola Fago
Francesco Nicola Fago (Tàrent, 26 de febrer de 1677 – Nàpols, 18 de febrer de 1745) fou un compositor italià.
Els seus pares foren Cataldo i Giustina Tursi. Començà els estudis musicals en la seva ciutat nadiua. Fou deixeble d'Alessandro Scarlatti al Conservatori dei Poveri, i després de Francesco Provenzale al dei Turchini, on suplí al seu mestre i més tard el succeí. Entre els seus millors deixebles, cal mencionar a Leonardo Leo, Nicola Sala, Antonio Duni, Niccolò Jommelli, Giuseppe Farinelli, Giuseppe de Majo, Carmine Giordano i Francesco Feo.
Va compondre diverses òperes, entre elles, Eustachio, però on més es distingí fou en la música religiosa. Posseïa un estil elegant i pur però mancat d'originalitat.
El 23 de novembre de 1701 es casà amb Katrerine Grimaldi germana de la famosa soprano Esperança Grimaldi. D'aquest matrimoni en naixeren 11 fills; Lorenzo (1704), Francesco (1705), Christofer (1707) Teresa (1708), Gennaro (1709), Caterina (1710), Federico (1712), Giuseppe (1714), Domenico (1718), Carlo (1719), i Xavier (¿). 5 d'ells moriren molt infants. D'onze fills només un Lorenzo, seguí els passos del pare, també va ser compositor i professor en el Conservatori de la Pietà dei Turchini, on Francesco tingué molts alumnes, entre ells el napolità Francesco Feo.
El 1709, Francesco fou elegit mestre de capella del Tesoro de San Gennaro on va romandre fins al 1731. Des de 1736 va ser mestre de capella de San Giacomo de Spagnuoli. A banda de l'oratori Faraone sommerso, és autor d'alguns Credos, a 4 i 5 veus; tres Magnificats, de 5 a 10 veus; un Stabat Mater, a 4; un Te Deum, a 10; tres Misses, a veus diferents; motets, lletanies, responsos.,etc.